# Pla de Mallorca
Pla de Mallorca oder Es Pla ist eine Region (katalanisch: Comarca) auf der spanischen Baleareninsel Mallorca. Sie befindet sich im zentralen Teil der Insel. Es Pla ist eine Ebene zwischen den Bergketten der Serra de Tramuntana im Nordwesten und den Serres de Llevant im Osten, die nur von kleineren Höhenzügen unterbrochen wird. Höchster Punkt ist an der Grenze zum südlich angrenzenden Migjorn der 540 Meter hohe Tafelberg Puig de Randa.
Aus der Region Es Pla kommen die meisten landwirtschaftlichen Produkte für den täglichen Bedarf der Insel wie Kartoffeln, Reis, Mais und Gemüse. Zudem wird Wein angebaut und es gibt eine Vielzahl von Mandelbaumplantagen. Mit ihren ausgedehnten Feldern wird Es Pla auch als Kornkammer Mallorcas bezeichnet. Durch den Schutz der Berge im Nordwesten vor den winterlichen Nordwinden sind bis zu vier Ernten im Jahr möglich. Allerdings ist das Inselinnere im Sommer auch die heißeste Gegend der Insel.
Im Pla de Mallorca leben mit 54.147 Menschen (Stand: 2008) die wenigsten Einwohner der sechs Comarques Mallorcas. Es gibt auch keinen zentralen Ort der Region. Am bevölkerungsreichsten ist mittlerweile der Touristenort Can Picafort an der Bucht von Alcúdia in der Gemeinde Santa Margalida. An der Bucht im Norden Mallorcas gibt es kilometerlange Sandstrände, das Hauptziel der meisten Urlauber. Der Tourismus gewinnt auch im Es Pla gegenüber der Landwirtschaft zunehmend an Bedeutung. Im Inneren Mallorcas wird dabei vermehrt auf den Agrotourismus gesetzt, Urlaub auf dem Lande im Schatten der vielen Windmühlen.
Angrenzende Inselregionen sind im Osten Llevant, im Süden Migjorn, im Nordwesten Raiguer und im Westen die Inselhauptstadt Palma.

## Gemeinden
| Gemeinde                | Einwohner (2024) | Fläche km² | Dichte Einw./km² | Cod INE | Postleitzahl        |
| ----------------------- | ---------------- | ---------- | ---------------- | ------- | ------------------- |
| Algaida                 | 6.311            | 89,78      | 70               | 07004   | 07210, 07220, 07629 |
| Ariany                  | 1.018            | 23,14      | 44               | 07901   | 07529               |
| Costitx                 | 1.516            | 15,37      | 99               | 07017   | 07144               |
| Lloret de Vistalegre    | 1.619            | 17,44      | 93               | 07028   | 07518               |
| Llubí                   | 2.505            | 34,92      | 72               | 07030   | 07430               |
| Maria de la Salut       | 2.397            | 30,52      | 79               | 07035   | 07519               |
| Montuïri                | 3.216            | 41,13      | 78               | 07038   | 07230               |
| Muro                    | 8.115            | 58,61      | 138              | 07039   | 07440, 07458        |
| Petra                   | 3.184            | 70,04      | 45               | 07041   | 07520               |
| Porreres                | 5.888            | 86,91      | 68               | 07043   | 07260               |
| Santa Eugènia           | 1.899            | 20,25      | 94               | 07053   | 07142               |
| Santa Margalida         | 13.757           | 86,51      | 159              | 07055   | 07450               |
| Sant Joan               | 2.228            | 38,54      | 58               | 07049   | 07240               |
| Sencelles               | 3.900            | 52,86      | 74               | 07047   | 07140               |
| Sineu                   | 4.469            | 47,74      | 94               | 07060   | 07510               |
| Vilafranca de Bonany    | 3.816            | 23,96      | 159              | 07065   | 07250               |
| Comarca Pla de Mallorca | 65.838           | 737,72     | 89               | –       | –                   |

## Strände und Buchten des Pla de Mallorca
Gemeinde Muro
- Platja de Muro
- Platja de es Braç
- Es Comú
- Caseta des Capellans

Gemeinde Santa Margalida
- Platja de Can Picafort
- Platja de Son Baulo
- s’Arenal d’en Casat
- Cala Serralot
- Platja de Son Real
- Platja de es Dolc
- Platja de Son Serra de Marina